# Marechal Hermes
Marechal Hermes és un barri de classe mitjana a la Zona Nord del municipi del Rio de Janeiro. Fundat el 1913, va ser el primer barri obrer del Brasil. Estrictament residencial, amb una àmplia xarxa de serveis públics com escoles, hospitals i teatre, va néixer com a vila proletària, idealitzada pel llavors president de la república i mariscal (marechal) Hermes Rodrigues da Fonseca. L'any 2000, seu IDHM
 era de 0,814, el 78è millor del municipi, entre 126 barris avaluats.

## Història

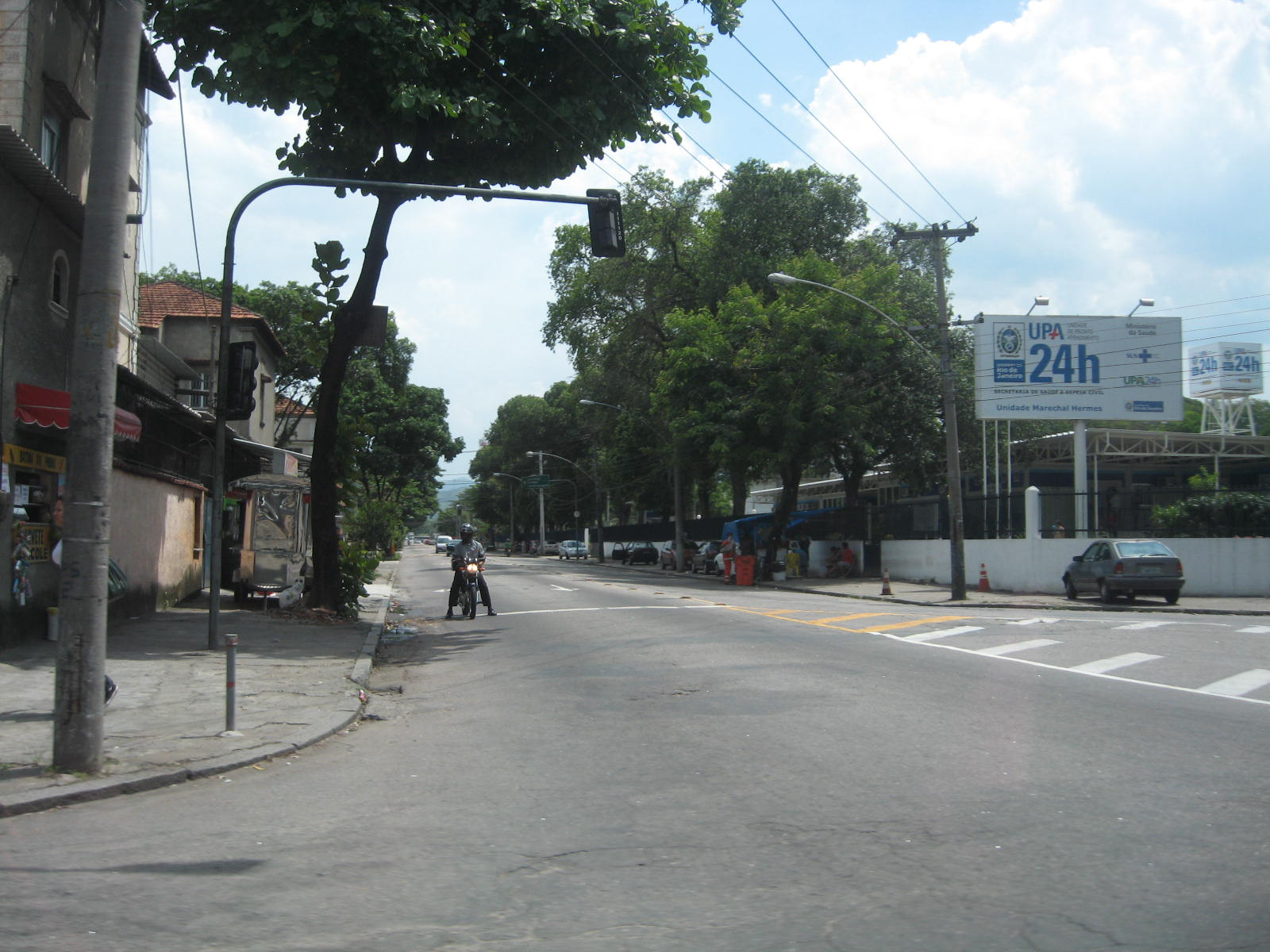
Vista del barri carioca de Marechal Hermes.

El barri es va construir des del 1911, en un estil amb traços d'arquitectura modernista. Va ser inaugurat el 1er de maig de 1913, en presència del president de la República Hermes Rodrigues da Fonseca. Fins avui el barri conserva les característiques inicials i unes quantes obres importants.
Va ser el primer barri obrer i el tercer barri planejat del Brasil, darrere només del barri veí Vila Militar, dedicada a l'exèrcit, i l'extensió de Campo dels Afonsos, destinada a l'aeronàutica.
Hermes Rodrigues da Fonseca, preocupat amb la manca d'habitatges populars va enfrontar-se a l'oposició del congrés i va determinar-ne la construcció, hi va dedicar una fortuna a l'època de 11 mil contos. Va encarregar el tinent enginyer Palmyro Serra Pulcheiro del disseny i execució dels plans. El pla preveia carrers amples i arbrats amb 1.350 edificis, amb diversos tipus d'habitatges, escoles professionals masculines i femenines, oficines públiques, biblioteca, places d'esports, hospitals i guarderies.
A la fi del govern de Hermes, el 1914, el projecte que havia sofert una gran oposició de la societat i de la premsa, va ser abandonat i dels 1.350 immobles previstos només en van ser construïts 165, sorgint així, agregades a la vila, habitatges simples, que es van conèixer com a «Portugal Petit», a causa de la forta presència d'immigrants portuguesos.
Els primers habitants de la vila, van ser els expulsats del Morro del Castell.
El 1930, el president de la república Getúlio Vargas va tornar amb les obres, després d'una dura intervenció urbana i política en el projecte original. El barri va guanyar blocs d'apartaments i va canviar els noms dels carrers –abans referents a dates significatives del moviment obrer– per noms de militars.